# جون فلانغن (فنان)
جون فلانغن (بالإنجليزية: John Flanagan)‏ هو مصمم وفنان أمريكي، ولد في 1865 في نيوآرك في الولايات المتحدة، وتوفي في 28 مارس 1952 في نيويورك في الولايات المتحدة.